# Grover Furr
Grover Carr Furr III (* 3. April 1944 in Washington, D.C.) ist ein US-amerikanischer Literaturwissenschaftler. Er unterrichtet an der Montclair State University in Montclair (New Jersey) englische Literatur des Mittelalters.

## Leben
Grover Furr studierte Anglistik an der  McGill University in Montreal und schloss sein Studium 1965 mit dem Bachelor of Arts ab. Seit Februar 1970 ist er Professor an der Montclair State University in New Jersey. 1978 wurde er in Vergleichenden Literaturwissenschaften an der Princeton University promoviert.

## Positionen
In seinen historischen Schriften verteidigt er das Wirken Stalins. Die Verursacher von Terror und Menschenrechtsverletzungen sieht er ausschließlich unter Stalins Gegnern, wie z. B. Trotzki und Bucharin. Er leugnet die Schuld der Stalin'schen Regierung und der Sowjetunion für das Massaker von Katyn an mehreren Tausend Polen, obwohl diese von der Sowjetunion unter Michail Gorbatschow 1990 eingestanden und eine Entschuldigung an Polen ausgesprochen wurde. Die Historiker John Earl Haynes und Harvey Klehr kritisierten Furr als Geschichtsrevisionisten im Bereich der sowjetischen Geschichte.

## Schriften
Grover Furr publiziert auf Englisch und Russisch. Seine Bücher wurden u. a. in den Zeitschriften Literaturnaja Rossija, Russki Westnik und Socialism and Democracy besprochen.

### Schriften
- Antistalinskaja podlost (Антисталинская подлость), Algorithm, Moskau 2007.
- mit Juri Muchin, Aleksei Golenkow: Oboglanny Stalin (Оболганный Сталин), Algorithm/Penguin Books, Moskau 2010.
  - deutsche Übersetzung aus dem amerikanischen Englisch von Johannes Teuber. Mit einem Vorwort von Domenico Losurdo: Chruschtschows Lügen. Das Neue Berlin, Berlin 2014, ISBN 978-3-360-02187-8.
- Теni ХХ sjesda, ili Antistalinskaja podlost (Тени ХХ съезда, или Антисталинская подлость), Penguin Books, Moskau 2010.
- mit Wladimir L. Bobrow: 1937. Prawosudije Stalina. Obschalowaniju ne podleschit! (1937. Правосудие Сталина. Обжалованию не подлежит!), Penguin Books, Moskau 2010.
- Khrushchev Lied. The Evidence That Every “Revelation” of Stalin’s (and Beria’s) Crimes in Nikita Khrushchev’s Infamous “Secret Speech” to the 20th Party Congress of the Communist Party of the Soviet Union on February 25, 1956, is Provably False. Erythros Press & Media, Kettering, OH 2011.
- Hruşçov’un Yalanları.SBKB(B) XX. Kongresinde Yapılan Suçlamalar Hakkında. Yordamkitap, Istanbul 2011.
- mit David Holloway, Donald Rayfield: Berija. Imperija GULAG (Берия. Империя ГУЛАГ), Algorithm, Moskau 2012.
- Stalin ve Demokrasi – Trotskiy ve Naziler. Yazilama, Istanbul 2012.
- As Mentiras de Khrushchev. Edicions Benigno Alvarez, Galiza 2013.
- The Murder of Sergei Kirov: History, Scholarship and the Anti-Stalin Paradigm. Erythros Press & Media, Kettering, OH 2013.
  - Ubijstwo Kirowa. Nowoje rassledowanije. (Убийство Кирова. Новое расследование), Russkaja Panorama, Moskau, 2013.

### Artikel
- The „Official“ Version of the Katyn Massacre Disproven? Discoveries at a German Mass Murder Site in Ukraine. Socialism and Democracy 27(2) (August 2013): 96–129. 
  - Die 'offizielle' Version des Massakers von Katyn widerlegt ? Entdeckungen an dem Ort eines deutschen Massenmords in der Ukraine, Übersetzung Gerhard Schnehen. offen-siv 8-2014
- Stalin und der Kampf für demokratische Reformen